# Wuhoutempel van Baidicheng

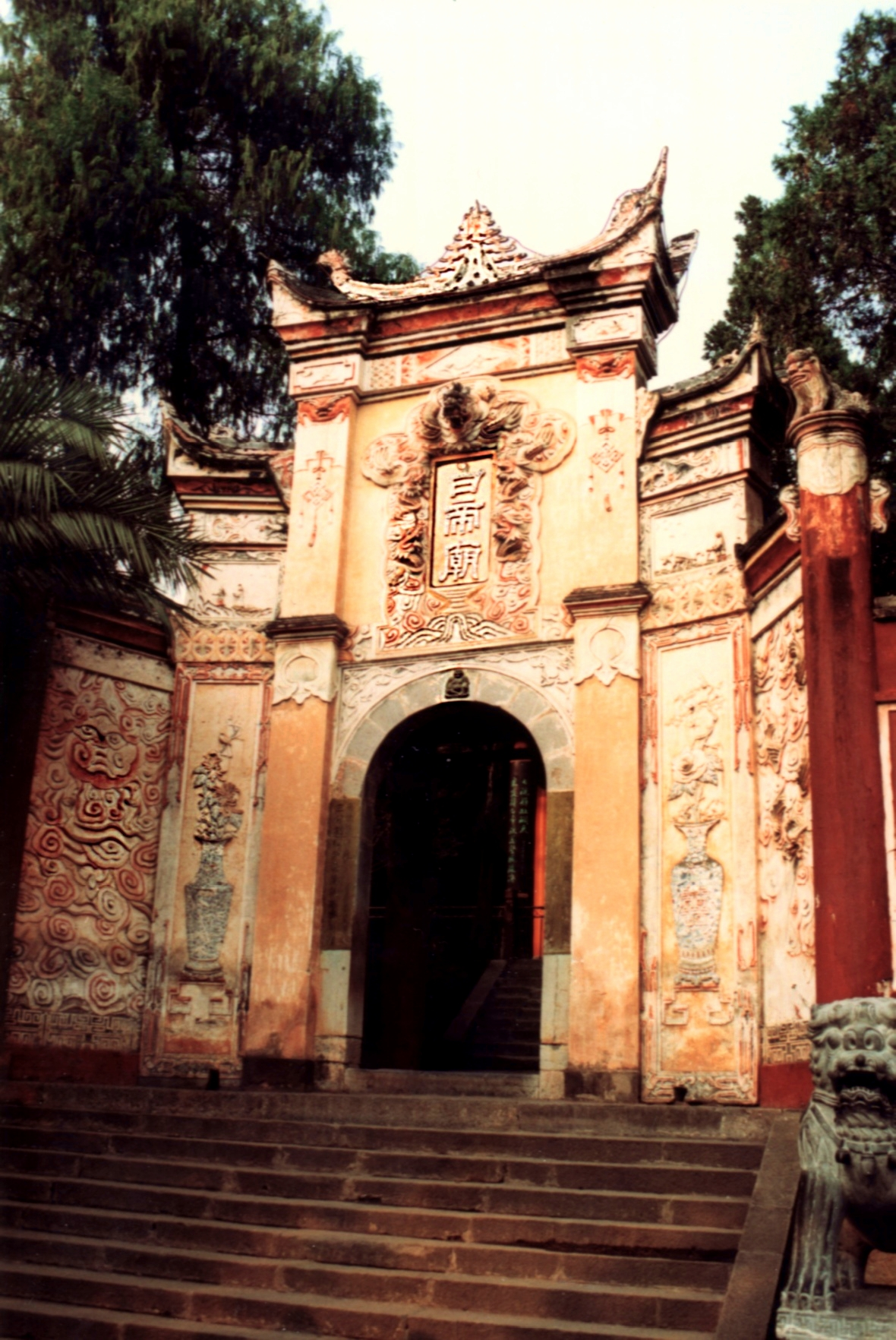
Tempelingang

Wuhoutempel van Baidicheng is een tempel gewijd aan Zhuge Liang, een belangrijk politicus, uitvinder, oorlogskundige en schrijver uit de tijd van de Drie Koninkrijken. Hij werd als voorbeeld gezien voor hoge bestuurders die trouw aan de keizer moesten zijn. De tempel ligt in de stad Baidicheng. Baidicheng behoort de stadsprovincie Chongqing. 
De tempel bestaat uit de volgende hallen:
- Liu Beihal/刘备祠
- Tuoguhal/托孤堂
- Wuhouhal/武侯祠

De tempel heeft twee beelden van Zhuge Liang. In het ene beeld hout hij een ritueel plank vast met gevouwen handen en in het andere beeld houdt hij met zijn rechterhand een waaier vast.
In Volksrepubliek China zijn meerdere Wuhoutempels te vinden. Deze zijn vooral te vinden in provincies die niet aan de kust liggen. De Wuhoutempel van Chengdu is de oudste ervan.